# Episodi di Ben 10
Questa è una lista degli episodi del cartone animato statunitense Ben 10.

## Prima stagione: 2005-2006
| Nº | Titolo originale | Titolo italiano        | Prima TV USA |  |
| -- | --- | ---------------------- | ------------ |  |
| 01 | "And Then There Were 10" | "SuperBen"             | 01/05/01     |  |
| 01 | Ben Tennyson è un bambino di 10 anni di Bellwood. Lui e sua cugina Gwen stanno per partire per una vacanza estiva attraverso il Paese assieme al nonno Max nel suo camper. Max cerca di rallegrare i nipoti con le attività del campeggio, ma senza successo. Ben, annoiato, va a fare una passeggiata nel bosco. Nello spazio, Vilgax a bordo del Chimerian Hammer insegue una piccola nave che trasporta uno strano dispositivo: l'Omnitrix. L'astronave viene danneggiata e l'Omnitrix viene abbandonato dalla nave in una capsula che cade sulla Terra. La capsula si schianta molto vicino al luogo dove si trova Ben. Incuriosito dall'oggetto, Ben gli si avvicina e l'Omnitrix si attacca al suo polso sinistro. Cerca di rimuoverlo, ma accidentalmente si trasforma in una creatura aliena e provoca un incendio nella foresta. Max e Gwen notano il fumo proveniente dal campeggio e cercano di spegnere le fiamme con gli estintori. Max parte alla ricerca di risposte sul lungo dell'incidente, avvertendo il nipote di non scherzare con l'orologio. Dopo esseri ripreso dalle ferite, Vilgax invia un drone sul lungo dell'incidente per trovare il braccetto. Un accampamento di vacanzieri viene attaccato dal drone. Ben cerca di combatterlo, trasformandosi in un'altra creatura. Ben 10 (Ben Benjamin Kirby "Ben Tennyson"): doppiato da Daniele Raffaeli "Gwen" (la cugina di Ben, Gwendolyn Tennyson): doppiata da Barbara Pitotti "Max" Maxwell Tennyson (il nonno di Ben e Gwen, è stato Risolutore la via Lattea la prima rinata di curarli alieni): doppiato da Toni Orlandi |                        |              |  |
| 02 | "Washington B.C." | "Il Dr Animus"         | 02/06/02     |  |
| 02 | Durante un viaggio a Washington, Ben affronta il Dottor Animus, uno scontento scienziato che usa una macchina di sua invenzione, il transmodultore, per mutare animali vivi, e ridare vita a quelli morti. Durante la lotta, Ben impara inoltre una lezione su cosa significhi veramente essere un eroe. Il Dottor Aloysisus "James" Animus (conosciuto come Dottor Animus): doppiato da Dwight Schultz |                        |              |  |
| 03 | "The Krakken" | "Il mostro del lago"   | 03/06/03     |  |
| 03 | Ben incontra un mostro marino chiamato Krakken ed un pescatore ossessionato dal volerlo catturare. Ben scopre presto che la creatura è furiosa perché Jonah Melville, un cosiddetto amante degli animali, sta rubando le sue uova. Dopo che Ben recupera le uova e le restituisce al suo legittimo proprietario, una scena mostra il Krakken nell'intento di accudire le uova appena recuperate nel suo nido. Jonah Melville: doppiato da Robin Atkin Downes |                        |              |  |
| 04 | "Permanent Retirement" | "Terrore dallo spazio" | 04/06/04     |  |
| 04 | I Tennyson arrivano in una casa di riposo per visitare la Zia Vera ma malvagi mutaforma alieni, chiamati Limax, stanno rapendo e sostituendo gli anziani residenti per poterli poi divorare. |                        |              |  |
| 05 | "Hunted" | "Il guerriero"         | 05/06/05     |  |
| 05 | Ancora in terapia intensiva, a seguito dell'incidente, Vilgax assume tre cacciatori di taglie per recuperare l'Omnitrix: un robot simile ad un crostaceo, chiamato Kraab; un assassino, chiamato Sixsix; ed un misterioso pistolero chiamato Tetrax. Il trio incappa in Ben, impegnato a giocare con l'orologio, e lo costringono alla fuga. In ogni caso quando Ben sta per combattere contro Tetrax, separati del resto del gruppo, l'alieno lo critica per la sua mancanza di strategia di combattimento. Provando a se stesso, prima che agli altri, di stare effettivamente dalla parte del bene, Tetrax aiuta Ben a disporre di Kraab e Sixsix. Realizzando che Ben aveva a cuore le sue parole, Tetrax decide di lasciagli l'Omnitrix e gli regala il suo hoverboard. Tetrax Shard (ostinato cacciatore di taglie; è un Petrosapien la razza di diamante): doppiato da Pierluigi Astore. |                        |              |  |
| 06 | "Tourist Trap" | "Trappola per turisti" | 06/06/06     |  |
| 06 | Mentre sono nella città di Sparksville, "trappola per turisti", Ben decide di fare uno scherzo che risulta nella liberazione dei Megawhatt, piccole creature fatte di energia elettrica, per la città. Ben deve fermarli ed impedirgli di moltiplicarsi senza controllo e distruggere la città con il loro atteggiamento sconsiderato. |                        |              |  |
| 07 | "Kevin 11" | "Lo strano Kevin"      | 07/06/07     |  |
| 07 | Essendo arrabbiato con Nonno Max dopo una lite, Ben incontra e diventa amico di un ragazzo di chiamato Kevin, che ha il potere di assorbire qualsiasi tipo di energia. La loro prima bravata costringe Ben a rivelare di cosa è realmente capace l'Omnitrix, così Kevin gli propone di diventare soci. In ogni caso, Kevin vuole solo l'Omnitrix a sua completa disposizione: essendo stato trattato come mostro per i suoi strani poteri dalla nascita, Kevin ha lasciato che l'odio pervadesse il suo cuore e ora è ossessionato dal prendersi la sua rivincita contro chi gli aveva fatto del male. Ben cerca di ragionare con il ragazzo, ma finisce per combatterlo nei panni di Inferno e a quel punto Kevin scappa e Max riesce a trovare Ben. Ben cerca Kevin e lo trova a prendersela con alcuni bulli con l'energia presa da Inferno e a quel punto lo combatte come 2x2, Ben sconfigge Kevin questa volta, costringendolo alla fuga. Ma contrariamente a quanto pensa Ben, Kevin ha comunque prelevato l'energia dell'Omnitrix. Kevin "Ethan" Levin (ragazzo di 11 anni che non si sa comportare da mostro): doppiato da Gianluca Crisafi. |                        |              |  |
| 08 | "The Alliance" | "L'alleanza"           | 08/06/08     |  |
| 08 | 2x2 combatte con riluttanza contro una ragazza di nome Joey e la sua gang, ma allo stesso tempo Vilgax invia all'attacco nuovi droni. Mentre Ben rivolge e la sua attenzione ai droni, Joey attacca Max, ferendolo. Ben distrugge i droni e mette Joey K.O., lasciandoli tutti andare per portare Max in ospedale. Mentre è via, uno dei droni si fonde con Joey, trasformandola in un essere semi-robotico chiamato Rojo. Vilgax si mette in contatto telepatico con Rojo attraverso il drone e le ordina di rubare l'Omnitrix. All'ospedale, Ben realizza che il suo orologio lo rende un obiettivo costante e quindi automaticamente mette spesso Gwen e Max in pericolo; preoccupato per la loro sicurezza, Ben scappa. Successivamente incontra Rojo e la combatte come XLR, ma non riesce a sconfiggerla. Grazie ad un consiglio telefonico di nonno Max, Ben riesce finalmente a sconfiggere Rojo grazie a PlusUltra, fondendosi come lei e sganciandola dalla parti di robotiche. Durante questa azione, Vilgax si mette in contatto telepatico con PlusUltra tramite il drone e lo minaccia, dicendogli che, in qualche modo, un giorno riuscirà a prendergli l'Omnitrix- Ben ritorna da Gwen e Max, conscio del fatto che ha bisogno di loro. Max dice a Ben non preoccuparsi delle parole di Vilgax; in ogni caso, quando Ben va via, un'espressione preoccupata appare sul volto del nonno. |                        |              |  |
| 09 | "Last Laugh" | "L'ultima risata"      | 09/06/09     |  |
| 09 | Mentre guardano lo spettacolo di un circo itinerante, Ben combatte un malvagio clown chiamato Zombozo, che assorbe le anime di coloro che lo guardano tramite le risate, il tutto complicato dalla sua coulrofobia, la paura del clown. Sconfiggendo la sua stessa paura, Ben sconfigge Zombozo terrorizzandolo come Pelle d'Oca e salvando la sua famiglia dalla macchina assorbi-anime del clown malvagio. Durante la lotta, Ben si accorge per la prima volta di essersi spaventato da solo mentre era nelle sembianze di Pelle d'Oca. |                        |              |  |
| 10 | "Lucky Girl" | "Fortuna Miao"         | 10/06/10     |  |
| 10 | Ben sconfigge un potente mago, lo Stregone, mentre è impegnato a rubare un libro di incantesimi. Durante il combattimento, Ben recupera uno dei cinque magici Amuleti di Bezel e lo dona a Gwen. Inaspettatamente, l'amuleto dona a Gwen il potere di alterazione della probabilità. Usando un costume di Carnevale. Gwen si trasforma nella supereroina Fortuna Miao, rubando la gloria di Ben. Sfortunatamente, lo Stregone rivuole il suo Amuleto. Lo Stregone prende il libero degli incantesimi e tende una trappola a Gwen. Riesce a riappropriarsi dell'Amuleto ed inizia un incantesimo per far rischiare l'intera città di New Orleans un tornado. Fortunatamente. Gwen attacca lo Stregone in un attimo di distrazione e riprende tutti e cinque gli Amuleti. Li distrugge, per evitare che li usi ancora, poi 2x2 intrappola lo Stregone fino all'arrivo della polizia. |                        |              |  |
| 11 | "A Small Problem" | "Caccia all'alieno"    | 11/06/11     |  |
| 11 | Con una dimostrazione di ostinazione l'Omnitrix trasforma Ben in Materia Grigia e lo lascia in questa forma per molto più tempo del solito. Durante questo tempo, Materia Grigia viene catturato da un uomo ossessionato dagli alieni, Howell Wayneright. Ben riesce a mettersi brevemente in contatto con Gwen e Max prima che una società segreta di cavalieri moderni malvagi, conosciuti come "L'Organizzazione", si impadronisca sia di Materia Grigia sia di Howell. I due lavorano insieme per scappare e scoprono in breve tempo una stanza piena di tecnologia extraterrestre, con la quale l'Organizzazione potrebbe impadronirsi del mondo. Materia Grigia sabota uno degli oggetti per innescare un'esplosione atta a distruggere la base dell'Organizzazione. Enoch, il leader dell'Organizzazione, ordina ai suoi uomini di trovargli informazioni sui Tennyson. |                        |              |  |
| 12 | "Side Effects" | "Effetti collaterali"  | 12/06/12     |  |
| 12 | Un uomo chiamato Clancy, che ha il potere di controllare gli insetti, vuole la sua rivincita sul Consigliere Comunale Liang perché la donna vuole abbattere l'edificio in cui abitano lui e i suoi insetti. Nel frattempo Ben deve fare i conti con gli effetti collaterali di un raffreddore. |                        |              |  |
| 13 | "Secrets" | "Segreti"              | 13/06/13     |  |
| 13 | Con le sue ferite finalmente guarite, Vilgax decide di andare a prendere personalmente l'Omnitrix. Contatta nuovamente Ben in sogno, del quale Ben racconta a Max. Preoccupato, Max decide di andare al Monte Rushmore. Ben ignora gli avvertimenti di Max di non trasformarsi in alieni e vola per eliminare i problemi lungo la strada, solo per incappare nel combattimento con Vilgax. Dopo una futile resistenza, Ben viene catturato da Vilgax e bordo della sua nave. Dopo aver recuperato armi da una base segreta nel Monte Rushmore, Max e Gwen liberano Ben dal dispositivo di estrazione di Vilgax. Ben e Vilgax combattono nuovamente, ma Ben si arrende quando Vilgax prende Gwen e Max come ostaggi. Senza che nessuno lo sappia, Max ha attivato un dispositivo di auto-distruzione sull'astronave di Vilgax. Ben intrappola Vilgax e scappa, lasciando il suo nemico nell'esplosione risultante. |                        |              |  |

## Seconda stagione: 2006
| Nº st. | Nº tot. | Titolo originale               | Titolo italiano                          | Prima TV USA |  |
| --- | ------- | ------------------------------ | ---------------------------------------- | ------------ |  |
| | 14      | "Truth"                        | "La verità"                              | 29/05/06/14  |  |
| Dopo l'incidente con Vilgax, Max racconta il suo passato segreto a Ben e Gwen. In realtà lui non era veramente un idraulico, ma faceva parte di un'organizzazione governativa segreta chiamata "I Risolutori", che aveva a che fare con tutti i fenomeni paranormali ed extraterrestri che non potevano essere gestiti da altri. L'organizzazione venne smantellata dopo che Max sconfisse Vilgax per la prima volta. Durante uno degli ormai consueti atti di erosimo di Ben, il trio dei Tennyson si imbatte nel vecchio partner di Max, Phil. Phil è ancora nel business della caccia agli alieni, anche se ora è un agente "freelance". Phil suggerisce di riformare i Risolutori, ma Max non è d'accordo. Ben in ogni caso, è molto più che entusiasta dell'idea di Phil. Durante un'altra battaglia aliena, Ben rivela il segreto dell'Omnitrix a Phil e quest'ultimo è ancora più determinato nel volerlo come partner. Phil finisce per portarli in un albergo costoso, che può pagare grazie alle ricompense ottenute nel catturare alieni. La frequenza degli attacchi alieni, così come la familiarità che gli ispirano, non genera sospetti in Max, fino a quando quest'ultimo non si reca sul Monte Rushmore per accertarsi di qualcosa. Arrivato lì, scopre che il Proiettore del Vuoto Totale - un'arma che può intrappolare o rilasciare cose in una dimensione alternativa - è sparito: Phil aveva abusato nel tempo del Proiettore per imbrogliare vari proprietari alberghieri, affinché lo pagassero per catturare gli alieni che luì stesso in precedenza aveva liberato. Phil libera un alieno per occuparsi di Max, ma Ben riesce a liberarlo e ad intrappolare Phil nel vuoto totale. | 14      |                                |                                          |              |  |
| | 15      | "The Big Tick"                 | "La Terra è in pericolo/La Grande Zecca" | 30/05/06/15  |  |
| Durante una gita al Parco nazionale di Yellowstone, Ben scopre una nuova forma aliena sull'Omnitrix: Rotolone, un alieno simile ad un armadillo e ad un scarabeo. Allo stesso tempo, una meteora impatta lontano da lì, liberando un gigantesco alieno simile ad una zecca chiamato appunto "Grande Zecca", che intende divorare il pianeta. Inoltre, quest'ultimo ha dei veri e propri Adoratori, che vogliono sincerarsi la Grande Zecca adempia ai suoi compiti, ma la Grande Zecca è immune a tutte le sue forme aliene originali. Poiché nient'altro funziona, Ben deve ripiegare su una forma della quale non sa nulla per sconfiggere la Grande Zecca. Ben scopre in breve tempo che Rotolone è immune a tutti gli attacchi quando rotola e diventa una palla corazzata, e inoltre penetra la corazza della Grande Zecca in questa forma, uccidendo l'alieno dall'interno. Gli Adoratori decidono quindi di adorare Ben, ma cambiano idea una volta che il ragazzo torna alla sua forma normale. | 15      |                                |                                          |              |  |
| | 16      | "Framed"                       | "Il ritorno di Kevin"                    | 31/05/06/16  |  |
| A San Francisco, Ben scopre che alcuni alieni simili ai suoi stanno commettendo crimini in giro per la città. Ben incontra l'impostore e scopre che in realtà è Kevin: la loro ultima battaglia ha dato a Kevin l'abilità di trasformarsi nelle forme aliene dell'Omnitrix. Kevin lascia Ben a pagare per i crimini commessi da lui quando si era trasformato in alieni dell'Omnitrix, portando Ben ad un confitto diretto con il Tenente Steel della Squadra Speciale Cattura alieni del governo. Scappando da Steel, 2x2 affronta Kevin sulla cima del Golden Gate Bridge. Kevin perde il controllo dei poteri dell'Omnitrix durante la battaglia, portando Ben ad andarsene. Ma la rabbia di Kevin per la sconfitta lo costringe ad un'ultima mutazione, quella finale; una fusione di tutti gli alieni dell'Omnitrix senza la possibilità di ritrasformarsi nella sua umana. Rimproverando Ben per l'accaduto, Kevin giura di ucciderlo. 2x2 non può nulla contro la mutazione. Fortunatamente però, Steel ha osservato la battaglia, e dà ai suoi uomini l'ordine di fare fuoco, scaraventando Kevin in acqua. I Tennyson lasciano la scena con l'approvazione di Steel. | 16      |                                |                                          |              |  |
| | 17      | "Gwen 10"                      | "Gwen 10"                                | 01/06/06/17  |  |
| Quando Ben si sveglia una mattina, si ritrova senza l'Omnitrix al polso. Ancora più strano è il fatto che né Gwen né nonno Max sappiano di cosa Ben stia parlando quando vengono interrogati sul perché di quell'avvenimento. Lo stesso giorno ma in una realtà alternativa, il primo giorno della sua vacanza estiva, al campeggio, Ben prova a trovare l'Omnitrix quando si schianta sulla Terra, solo per scoprire che era già stato trovato... da Gwen! Mentre Gwen si adatta velocemente ai poteri dell'Omnitrix (con molta più abilità di Ben), Vilgax si sta già dirigendo sulla Terra per prenderglielo, preferibilmente in un modo molto doloroso. Ben dovrà dimostrare a sé stesso di essere un eroe anche senza Omnitrix al polso, se vuole salvare Gwen. | 17      |                                |                                          |              |  |
| | 18      | "Grudge Match"                 | "Ben e Kevin alleati"                    | 07/06/06/18  |  |
| Diamante è impegnato in un combattimento contro l'ancora mutato Kevin, che stende Gwen e Max lasciandoli privi di sensi. Un droide chiamato Slix Vigma osserva la loro lotta, riconoscendoli come potenziali gladiatori. Durante il combattimento, un raggio teletrasportatore porta Diamante e Kevin ad un gigantesca astronave chiamata MegaCruiser, dove vengono organizzati combattimenti di gladiatori nei quali si rischia la vita tra gli schiavi catturati da diverse razze aliene. Una volta lì, Vigma rende Ben e Kevin una squadra, legandoli con speciali manette che trasferiscono il dolore dall'uno all'altro. Senza possibilità di scelta, Ben e Kevin combattono un altro alieno, Technorg, mentre Ben insegna a Kevin nuove combinazioni di attacchi, combinando le abilità degli alieni dell'Omnitrix per cercare di vincere. Anche se Kevin intende uccidere Technorg, Ben lo ferma e risparmia la vita del suo avversario. Dopo il combattimento, Ben e Kevin guidano alla rivolta gli altri prigionieri, che scappano quasi tutti. Kevin intrappola Ben con l'intento di sconfiggerlo da solo, rivelando che prova odio nei suoi confronti. Fortunatamente, Technorg è guidato da un codice d'onore e salva Ben, rimandandolo sulla Terra, mentre Kevin rimane a bordo del MegaCruiser con Technorg. | 18      |                                |                                          |              |  |
| | 19      | "The Galactic Enforcers"       | "I Difensori della Galassia"             | 13/06/06/19  |  |
| Quando alcuni Cacciatori di taglie pianificano di usare minerali grezzi per costruire una bomba assolutamente devastante, Ben si unisce ad un gruppo di Supereroi alieni, i Difensori della Galassia, per fermarli. Tuttavia non tutto va bene nel nuovo gruppo, ad esempio un piccolo regalo di Ben sotto forma di cioccolato serve a indebolire il leader del gruppo, Ultimos. Questo porta il suo secondo, Synaptak, a prendere il controllo del gruppo. Le tattiche dei Difensori che riguardano "presenza comando" causano un attacco ai loro danni e quasi il ferimento del terzo membro del gruppo, Tini. In ogni caso, dopo che Ben aiuta Synaptak a liberare e recuperare Ultimos, Ben e i Difensori della Galassia decidono di mettere da parte le loro divergenze per arrestare i Cacciatori di taglie. | 19      |                                |                                          |              |  |
| | 20      | "Camp Fear"                    | "Il campeggio della paura"               | 21/06/06/21  |  |
| Distratto dai continui litigi di Ben e Gwen, Max quasi investe un giovane campeggiatore sulla strada. I Tennyson portano il giovane al suo campeggio, il Campeggio Opinon, ma non vi trovano nessuno. Mentre investigano su ciò che è accaduto, trovano altri due bambini, due gemelli che si stavano nascondendo da qualcosa, la stessa cosa che aveva causato la fuga degli altri campeggiatori. Max viene catturato da alcune radici mentre sta investigando, così Ben e Gwen sono costretti a dividersi. Mentre conduce i tre ragazzi alla salvezza dai funghi mutanti, Ben prova due missioni di salvataggio, entrambe fallite, venendo anche catturato nella seconda. Provando a scappare, Ben sblocca una nuova forma aliena, un alieno simile ad una pianta che Ben chiama Vite Elastica, in ogni caso anche Vite Elastica non può sconfiggere il cervello che controlla le creature simili a funghi. Fortunatamente, Ben getta della polvere "contro tutti i tipi di fungo" nel cervello e causa l'appassimento di quest'ultimo e dei suoi tirapiedi. Ben e Gwen inoltre spargono altra polvere sulle radici e salvano il campo. | 20      |                                |                                          |              |  |
| | 21      | "Ultimate Weapon"              | "L'arma risolutiva"                      | 06/07/06/21  |  |
| La tecnologia da Risolutore di Max rileva che un'antica maschera è stata dissotterrata. Questo provoca velocemente un cambio di atteggiamento di nonno Max; sostiene, infatti, che quel manufatto potrebbe condurre all'arma più potente mai creata, e che il trio deve assolutamente trovarla prima che cada nelle mani sbagliate. Max diventa quindi più impaziente, non riesce più a controllarsi e diventa molto più severo. Dopo aver recuperato la maschera i Tennyson si ritrovano ad affrontare l'Organizzazione, che ora si fa chiamare "I Cavalieri Immortali", che vuole a loro volta trovare l'arma. I Tennyson dopo una lotta senza quartiere riescono a fare propria la maschera e la usano per trovare l'arma, la leggendaria Spada di Ekchuah, dentro una piramide Maya. Arrivati lì, 2x2 si ritrova a dover affrontare un antico guardiano, mentre i cavalieri immortali lottano contro Max per il possesso della Spada. Trovandosi in una situazione complicata, Max decide di salvare la sua famiglia piuttosto che recuperare la Spada, realizzando quale delle due fosse più importante. La sua scelta si rivela essere saggia, infatti, appena Enoch prende la Spada, questa si sbriciola in mille pezzi. Il tempio collassa su sé stesso e, anche se Max e i ragazzi dicono a Enoch di andarsene, quest'ultimo rimane lì in un disperato tentativo di prendere la polvere che una volta era un'arma risolutiva. | 21      |                                |                                          |              |  |
| | 22      | "Tough Luck"                   | "La Chiave di Volta"                     | 12/07/06/22  |  |
| Gwen ha l'opportunità di ritirare fuori il suo costume da Fortuna Miao dopo che trova la Chiave di Volta di Bezel in un convegno sulla magia a Las Vegas. Allo stesso tempo, lo Stregone viene tirato fuori di prigione da sua nipote, Incantatrice, e cerca la Chiave di Volta, allo scopo di usarla per ripristinare gli Amuleti distrutti proprio da Gwen. Incantatrice inganna Gwen e si guadagna la sua fiducia allo scopo di recuperare la Chiave di Volta e darla allo stregone. In ogni caso, Incantatrice tradisce a sua volta anche lo zio per prendere il potere degli Amuleti per sé. Vite Elastica interrompe il possesso di ricreazione, mentre Gwen sconfigge Incantatrice. Per fare ciò la ragazza spara un raggio di energia dal bastone dello Stregone, che potrebbe essere usato solo da un maestro stregone, rivelando qualcosa di più di un'affinità magica. | 22      |                                |                                          |              |  |
| | 23      | "They Lurk Below"              | "Le creature degli abissi"               | 18/07/06/23  |  |
| I Tennyson sono a bordo di un jet privato appartenente ad un vecchio amico di Max Donovan Grand Smith, proprietario di un albergo situato nelle profondità del triangolo delle Bermude. All'arrivo, i tre ricevono un caldo benvenuto da Donovan stesso accompagnato da suo nipote, Edwind, che non sembra essere molto eccitato riguardo ai nuovi ospiti. Successivamente, quando Edwin, Ben e Gwen vanno a fare un giro sul gigantesco sottomarino Manta Ray e incontrano degli strani alieni che minacciano di distruggere l'intero albergo. Mentre i ragazzi trovano un modo di cooperare per trovare la fonte dei loro problemi, a Donovan stesso viene data una lezione su come relazionarsi meglio con suo nipote. | 23      |                                |                                          |              |  |
| | 24      | "Ghostfreaked Out"             | "Pelle d'Oca e i mostri del circo"       | 25/07/06/24  |  |
| Negli ultimi tempi Ben ha di continuo strani incubi riguardo a Pelle d'Oca. Durante una gita in una scuola che Gwen desidera frequentare, Ben vede e sente Pelle d'Oca ovunque, e la sfortuna lo perseguita. Quando i Mostri del Circo si fanno vedere, Ben attiva l'Omnitrix e quest'ultimo lo trasforma proprio in Pelle d'Oca. Dopo una strana battaglia, nella quale Ben non è più chiaramente in controllo delle proprie azioni, Pelle d'Oca riesce a scappare dall'Omnitrix, e a rimuovere il suo secondo strato di pelle per cercare di possedere Ben, rivelando al di sotto una creatura terrificante. Ma come effetto collaterale della rimozione della pelle, Pelle d'Oca non può più sopportare la luce del sole ed è costretto a ritirarsi. Pelle d'Oca spaventa i Mostri del Circo e li costringe a lavorare per il piano, che consiste nel possedere Ben per avere il pieno controllo dell'Omnitrix. Ben e la famiglia incontrano Pelle d'Oca ed i suoi tirapiedi la notte stessa. Gwen e Max mettono facilmente fuori gioco i Mostri del Circo, ma Ben se la vede con la sua ex forma aliena. Mentre Pelle d'Oca si prepara a possederlo, Ben tira le tende della stanza mentre il sole sta sorgendo, incenerendolo. Pelle d'Oca: doppiato da Germano Basile | 24      |                                |                                          |              |  |
| | 25      | "Dr. Animo and the Mutant Ray" | "Il Dr Animus e il raggio mutante"       | 25/08/06/25  |  |
| Quando Ben prova a smontare l'Omnitrix per vedere come funziona, finisce per rompere la sua cover e questo altera le trasformazioni di Ben, che diventano delle strane combinazioni dei suoi dieci alieni. Inoltre, Ben prende la cover, che ha ancora alcuni poteri dell'Orologio ed altera il DNA di alcuni animali quando questi vengono a contatto con essa. Nel frattempo, il Dottor Animus scappa di prigione e, durante una battaglia con Ben, trova la cover dell'Omnitrix. Usandola, riesce a completare il suo Transmodulatore su larga scala, dandogli il potere di mutare l'intero pianeta in una volta sola. | 25      |                                |                                          |              |  |
| | 26      | "Back with a Vengeance"        | "La vendetta"                            | 09/10/06/26  |  |
| Ben per sbaglio attiva la funzione principale dell'Omnitrix, permettendogli di diventare qualsiasi alieno anche solo pensandolo, e rimane alieno senza limiti di tempo, in un altro luogo. Kevin ha assunto definitivamente il controllo del MegaCruiser. Usandolo per navigare nell'universo, trova e rianima Vilgax. I due combattono, ma Vilgax realizza velocemente la vera natura di Kevin e decide che potrebbe essere utile. Kevin e Vilgax localizzano Ben e lo combattono su un ponte. Max prova ad intrappolare i nemici nella dimensione del Vuoto Totale; Ben ci finisce dentro e continua la sua battaglia in un'altra realtà. Gwen entra nel Vuoto Totale per recuperare Ben. Sfortunatamente, Vilgax la prende in ostaggio, costringendo Ben a dargli l'Omnitrix per salvarla. Prima che qualcuno possa scappare però, Kevin tradisce Vilgax; Ben e Gwen riescono a riprendere possesso dell'Omnitrix nella rissa che ne consegue e lasciano i nemici intrappolati nel Vuoto Totale. Ben si rimette l'Omnitrix al polso, solo per realizzare che ha azzerato la funzione principale e non può più accedere alle trasformazioni usando la mente. | 26      |                                |                                          |              |  |

## Terza stagione: 2006-2007
| Nº st. | Nº tot. | Titolo originale                      | Titolo italiano                    | Prima TV USA |  |
| --- | ------- | ------------------------------------- | ---------------------------------- | ------------ |  |
| | 27      | "Ben 10.000"                          | "Il portale del tempo"             | 25/11/06/27  |  |
| Quando Ben e Gwen si dimenticano di comprare la torta per il compleanno di nonno Max, i due finiscono per litigare come al solito su di chi sia la colpa. Ma quando un misterioso straniero appare dal nulla e rapisce Gwen, Ben lo insegue in un misterioso portale nelle sembianze di XLR8. Quando la polvere si dirada, Ben capisce subito dove si trova: un futuro nel quale umani e alieni convivono in pace. Ma Ben viene riportato bruscamente alla realtà quando scopre che il presunto rapitore di Gwen è un suo alter-ego del futuro ormai diventata una strega vera e propria. La Gwen del futuro rivela che il Ben del futuro ora è un eroe conosciuto in tutto il mondo con 10.000 forme aliene a sua disposizione nell'Omnitrix. Ma, dopo aver incontrato il suo alter-ego del futuro, Ben realizza che il Ben del futuro è solo, lavora e non si rilassa mai nemmeno per la sua stessa famiglia. | 27      |                                       |                                    |              |  |
| | 28      | "Midnight Madness"                    | "Follia di mezzanotte"             | 02/12/06/28  |  |
| Mentre stanno visitando un gigantesco centro commerciale, Ben e Gwen guardano lo show di un ipnotizzatore. Gwen fa sì che Ben si offra come volontario ed il conduttore, Sublimino, lo ipnotizza con successo. Quando gli viene chiesto di comportarsi come un alieno, Ben come gesto condizionato attiva l'Omnitrix e quasi si trasforma di fronte al pubblico. Anche se viene fermato da Gwen, i problemi non finiscono lì: Sublimino è capace di usare coloro che ipnotizza per fargli commettere crimini sotto ipnosi e Ben, equipaggiato con i suoi molti alieni, sembra essere un complice perfetto. Usando Ben, Sublimino ruba delle parti meccaniche per costruire un dispositivo ipnotico molto più grande, questa volta ipnotizzando l'intero centro commerciale tranne Ben. Ben lo ferma come Vite Elastica e Sublimino viene prontamente arrestato. | 28      |                                       |                                    |              |  |
| | 29      | "A Change of Face"                    | "Il ritorno di Incantatrice"       | 09/12/06/29  |  |
| Mentre i Tennyson stanno visitando Salem, nel Massachusetts, Incantatrice attacca in un tentativo di scambiare il proprio corpo con quello di Ben, ma Gwen interferisce, provocando lo scambio di corpi di Incantatrice con se stessa. Gwen viene arrestata quindi nel corpo di Incantatrice, mentre la vera Incantatrice rimane con gli incoscienti Ben e nonno Max e prova a "cucinargli" un altro incantesimo di scambio di corpi. Gwen scappa di prigione e torna cercando di convincere Ben della verità, prima che Incantatrice ci provi di nuovo. Comunque, Incantatrice riesce a produrre nuovamente l'incantesimo, finendo per tornare nel suo corpo, ma scambiando nel frattempo Ben e Gwen. I due scambiano nuovamente i corpi e Rotolone sconfigge la strega. Durante il combattimento, Gwen si procura il libero degli incantesimi di Incantatrice per imparare ad usarlo. | 29      |                                       |                                    |              |  |
| | 30      | "Merry Christmas" (Christmas special) | "Buon Natale" (speciale di Natale) | 11/12/06/30  |  |
| Ben, Gwen e nonno Max si imbattono in uno strano villaggio, governato da un uomo ossessionato dal Natale che crede che nonno Max sia Babbo Natale e lo cattura. Mentre Ben e Gwen esplorano la zona, i due vengono a sapere di uno strano incantesimo lanciato sul villaggio da uno dei suoi pochi elfi infedeli, che si rivela essere il figlio dell'uomo ossessionato dal Natale. Il villaggio venne congelato a Natale, negli anni '30, ma quando Ben nelle sembianze di Pungiglione traina una slitta condotta da Gwen e nonno Max e consegna tutti i regali che erano stati fatti, l'incantesimo del villaggio svanisce all'istante. Una strana curiosità: nella scena finale insieme all'elfo che ha aiutato Ben, ormai tornato umano si possono notare tre bambini che, ad un'attenta analisi, risultano identici ai tre bambini Ninja del Team Ebisu delle Naruto: Konohamaru, Moegi e Udon. | 30      |                                       |                                    |              |  |
| | 31      | "Benwolf"                             | "Il lupo alieno"                   | 17/02/07/31  |  |
| Durante una visita nel Nuovo Messico, una creatura simile ad un lampo appare in un lampo di luce viola. Una volta lì, il lupo inizia a rubare equipaggiamento satellitare per motivi sconosciuti. Uno dei vecchi amici di nonno Max, Wes Green, crede che questo sia uno "Yenaldooshi Navajo", una sorta di animale maledetto. Vite Elastica combatte la creatura, ma il lupo morde una delle radici del Florauna di Ben poco prima che Ben torni normale. Il lupo sta per uccidere Ben nella sua forma umana, ma viene risparmiato quando lo Yenaldooschi graffia l'orologio al posto di Ben. Dopo l'accaduto, Ben inizia a trasformarsi lui stesso in un lupo mannaro, presumibilmente per effetto del morso. Gli altri cercano di uccidere lo Yenaldooschi prima della completa trasformazione di Ben. Il gruppo scopre che in realtà il lupo è un alieno. Graffiando l'Omnitrix, la creatura ha aggiunto il suo DNA nel dispositivo, che ora sta gradualmente trasformando Ben in quella forma. Dopo essere tornato umano poco dopo, Ben come Rotolone combatte il lupo mannaro alieno dentro un vulcano attivo, seppellendolo al suo interno. Il gruppo non riesce a trovare l'equipaggiamento mancante, ma è convinto che la minaccia sia finita; tuttavia, si scopre che il mostro con le parti rubate aveva intenzione di montare un trasmettitore, che alla fine dell'episodio si attiva. | 31      |                                       |                                    |              |  |
| | 32      | "Game Over"                           | "Ben e Gwen guerrieri sumo"        | 24/02/07/32  |  |
| Ben e Gwen stanno giocando ad un videogioco di Sumo Slammer e Gwen sta vincendo. Per ovviare alla cosa, Ben si trasforma in PlusUltra e si fonde al computer per azzerare il punteggio di Gwen. Ma mentre Gwen prova a far uscire Ben, un fulmine colpisce il camper e li trasporta all'interno del gioco. Non passa molto tempo prima che i due scoprano che tutti gli alieni dell'Omnitrix sono bloccati e devono collezionare gettoni per attivarli. Ben e Gwen avanzano di livello alla ricerca del gettone di PlusUltra che gli permetterebbe uscire dal gioco, ma il nemico principale del gioco li sente e vuole impossessarsi del gettone di PlusUltra per uscire dal gioco ed impossessarsi del mondo reale. | 32      |                                       |                                    |              |  |
| | 33      | "Super Alieno Hero Buddy Adventures"  | "Kangaroo Kommando"                | 03/03/33     |  |
| Quando uno show televisivo chiamato "Le avventure degli Amici Supereroi Alieni", i cui protagonisti sono caricature cartoon di 2x2, Inferno e Bestiale, fa la sua comparsa, Ben ne vuole il merito. Inoltre, questo cartoon prende il posto di quello preferito di Ben, "Kangaroo Commando". Così, mentre Ben e Gwen visitano gli studi produttori dei due show, i Planetary Studios (probabilmente un gioco di parole sui famosi Universal Studios), lui prova a parlare con il produttore della cosa. Nel frattempo strani incidenti iniziano ad accadere all'attore che interpreta Kangaroo Commando e permettono all'attore di fare la parte dell'eroe. Kangaroo Commando crede che Tim Dean, l'artista produttore del cartoon, sia il responsabile, ma Gwen sospetta qualche scherzetto da parte di Kangaroo Commando. | 33      |                                       |                                    |              |  |
| | 34      | "Under Wraps"                         | "La mummia aliena"                 | 10/03/06/35  |  |
| A causa del fatto che Ben e Gwen trascurano i loro doveri domestici, Nonno Max si arrabbia molto con entrambi. Per insegnare a Ben e Gwen il valore del duro lavoro, il nonno li porta in una fattoria, rendendo la vita dei due cugini impossibile. Di conseguenza per ottemperare ai faticosi lavori fanno ricorso ai poteri dell'Omnitrix, così da poter stare in tranquillità. Un ragazzino, figlio della proprietaria della fattoria, rivela a Ben e Gwen che ha visto una mummia arrivare di recente in un lampo di luce viola, e suscita la loro curiosità. I due la trovano intenta a scavare alla ricerca di uno strana pietra, ma la mummia li attacca appena li vede. XLR8 la combatte senza risultati, ma la mummia scappa nella confusione della lotta. Max scopre che la strana roccia è un composto chimico instabile chiamato "corrodio" che causa gravi mutazioni a tutti gli organismi della Terra. I Tennyson rintracciano la mummia in una fabbrica di gelato, ma si ritrovano in pericolo quando la mummia sembra quasi invisibile. Nel combattimento risultante, la mummia per sbaglio tocca l'Omnitrix e aggiunge il suo DNA all'orologio, permettendo a Ben di usare quella forma; allora l'Omnitrix decide di trasformare Ben in PlusUltra. Quest'ultimo prende possesso di un serbatoio contenente azoto liquido e lo spruzza addosso alla mummia. Successivamente i Tennyson seppelliscono la mummia sotto una lastra di cemento. La famiglia quindi lascia la fattoria per paura di altri lavori manuali. | 34      |                                       |                                    |              |  |
| | 35      | "The Unnaturals"                      | "Attacco al presidente"            | 17/03/07/35  |  |
| Ben va a vedere la squadra preferita della Little League americana, e scopre che i loro avversari, gli Squires, sono in realtà dei robot. Ben decide di barare per aiutare la sua squadra, ma questo porta i robot a rapire alcuni membri della squadra, che grazie all'aiuto di Ben sembravano molto più abili di quello che erano realmente. Mentre si appresta a salvarli, Ben scopre il reale piano dei robot consiste nel rapire il Presidente degli Stati Uniti, presente anche lui per assistere alla partita. I Tennyson fanno fallire il piano degli Squires e salvano personalmente il presidente. Dopo la loro partenza, però, Enoch rivela che la mente dietro il piano era la sua. Enoch giura che i Tennyson pagheranno con le loro vite le loro frequenti intromissioni nei suoi piani. | 35      |                                       |                                    |              |  |
| | 36      | "Monster Weather"                     | "Il mostro del tempo"              | 24/03/07/36  |  |
| Nonno Max porta Ben e Gwen ad un festival della musica a Los Angeles per sentire un concerto del suo gruppo preferito, gli Shag Carpeting. Un robot capace di controllare gli agenti atmosferici, chiamato S.A.M., viene modificato da un fulmine e si trasforma in un mostro fatto d'acqua. Ben si trasforma in Inferno e, diventando una supernova, fa evaporare l'acqua. Vance Vetteroy (l'inventore di S.A.M.) lo ripara e questa volta si trasforma in un mostro di nuvole. Ultizzando il potere di controllare i fulmini, comincia a distruggere la città. XLR8 fa precipitare S.A.M. in un camion di sale, mandandolo in cortocircuito. Vance cerca di distruggere S.A.M., ma non ci riesce e viene intrappolato nel mostro creato da S.A.M., fatto di terra e acqua, con il potere di controllare l'aria. Stavolta Ben si trasforma in 2x2 e sale in cima al mostro per mandare in cortocircuito S.A.M., usando una frequenza sonora opposta allo spettro del suono della personalità di S.A.M. Quando tutto sembra andare bene l'Omnitrix si disattiva, ma Ben riesce lo stesso a mandare S.A.M. in cortocircuito per sempre. | 36      |                                       |                                    |              |  |
| | 37      | "The Return (1)"                      | "Una brutta sorpresa per Ben"      | 07/04/07/37  |  |
| Un lancio spaziale della NASA viene interrotto da un lampo di luce viola. Ciò attrae l'attenzione di Ben, Gwen e nonno Max, che sperano di scoprire l'origine del lupo e della mummia alieni. Mentre sono alla NASA, incappano in un irritabile scienziato chiamato Doctor Vicktor. Ben e gli altri lo associano ai lampi di luce viola, e presto si capisce che lo scienziato ha un legame anche con i due alieni. I Tennyson incontrano nuovamente le due creature, accompagnate da Doctor Vicktor nella sua vera forma. Dopo una battaglia terminata con una sconfitta, i Tennyson si separano: Gwen e Max salgono sullo Space Shuttle lasciato da Doctor Vicktor, mentre Ben affronta Doctor Vicktor stesso in forma di XLR8. La mummia è a bordo dello space shuttle, e Vicktor manda il lupo mannaro nel Nuovo Messico in un lampo di luce viola emesso da un dispositivo di Teletrasporto. Mentre Ben affronta Doctor Vicktor però, quest'ultimo gli rivela che lui sta realizzando un suo piano. Suscitando l'orrore di Ben, Doctor Vicktor riporta alla vita il suo maestro, Pelle d'Oca. | 37      |                                       |                                    |              |  |
| | 38      | "Be Afraid of the Dark (2)"           | "La Terra è in pericolo"           | 14/04/07/38  |  |
| Riprendendo il precedente episodio 'Una Brutta Scorpresa per Ben", Ben lotta contro Pelle d'Oca e Doctor Vicktor, e si trasforma velocemente in Materia Grigia per scappare. Materia Grigia riesce a capire il piano di Pelle d'Oca dal terminale di un computer: usando il corrodio per amplificare la fonte della potenza di una stazione spaziale orbitante, insieme al dispositivo costruito dal lupo mannaro nel Nuovo Messico, l'intento di Pelle d'Oca è di coprire il lato della Terra illuminato dal Sole con una barriera di corrodio. Questo non solo muterà la popolazione della Terra, ma bloccherà anche il Sole, dando a Pelle d'Oca un mondo di eterna oscurità sul quale regnare. Ben usa PlusUltra sulla stazione spaziale, mentre Vicktor si aggrappa al razzo per arrivare anche lui sulla stazione spaziale. Nel frattempo, Gwen e Max stanno combattendo con la mummia all'interno del centro spaziale per far fallire il piano di Pelle d'Oca, che appare nuovamente e aziona lui stesso il dispositivo. Nell'oscurità più totale, la forma di Pelle d'Oca si evolve nella nuova forma aliena di Ben, Franken. Ben, lo affronta finché non ritorna Doctor Vicktor. In ogni caso, Max raggira Vicktor e lo fa schiantare contro il proiettore, rovinando il piano di Pelle d'Oca apparentemente uccidendo il lupo mannaro. In uno scatto di rabbia, Vicktor cerca di teletrasportare Ben in un lungo remoto, ma accidentalmente teletrasporta sé stesso e la mummia. Ben e Gwen scappano con Max sullo shuttle, sul quale i tre espongono nuovamente Pelle d'Oca e lo uccidono. Lo shuttle, però, ha subito troppi danni e Ben è costretto a trasformarsi in Rotolone per proteggere sé stesso, Gwen e Max dal Rientro atmosferico, e i tre atterrano in Egitto. Una volta atterrati dopo lo scontro, Ben realizza di aver assunto la forma naturale di Pelle d'Oca sull'Omnitrix. | 38      |                                       |                                    |              |  |
| | 39      | "The Visitor"                         | "Una vecchia fiamma"               | 21/04/07/39  |  |
| Due ragazzi liberano accidentalmente da un container un'aliena chiamata Xylene. Xylene localizza l'Omnitrix e attacca Ben con l'impressione che il ragazzo l'abbia rubato. Quando Max interviene in difesa di Ben, i due si riconoscono a vicenda come vecchi amici: Xylene e Max si abbandonano poi ai ricordi durante la notte. Mentre Vite Elastica li spia, Xylene chiede a Max di lasciare la Terra e viaggiare per l'Universo con lei. Sconvolto, Ben torna indietro all'accampamento, dove non riesce a contrastare uno dei rimanenti droni di Vilgax e deve ripiegare sull'aiuto di Max e Xylene. Sconfitto il drone, Xylene rivela di essere il comandante di un'astronave che trasportava l'Omnitrix sulla Terra quando la attaccò e che lei intendeva mandare l'orologio a Max, Ben lo ha per sbaglio. Ben corre via scioccato e Gwen la segue. Nel frattempo il drone attacca nuovamente e cattura Max. Ben e Xylene sono riluttanti a formare una squadra, ma decidono di farlo per salvare Max. Durante il combattimento, Xylene usa la sua conoscenza per sbloccare una nuova forma aliena dell'Omnitrix, Vomito, che Ben usa per distruggere il robot. Alla fine, Xylene si prepara a partire e riformula l'offerta a Max; lui rifiuta gentilmente, dicendo che Ben e Gwen sono il suo mondo e che non vuole lasciarli. | 39      |                                       |                                    |              |  |

## Quarta stagione: 2007-2008
| Nº st. | Nº tot. | Titolo originale                     | Titolo italiano                                | Data USA    | Cod. Prod. |
| --- | ------- | ------------------------------------ | ---------------------------------------------- | ----------- | ---------- |
| | 40      | "Perfect Day"                        | "Un giorno perfetto"                           | 14/07/07/40 |            |
| Ben sembra vivere il giorno perfetto: un autobus pieno Cheerleader si rompe a davanti a lui, videogiochi non ancora pubblicati cadono da un camion e nonno Max inizia a cucinare cibo che Ben considera mangiabile. In ogni caso, quando compaiono un'altra Gwen ed un altro nonno Max, Ben scopre che Enoch ed i cavalieri immortali l'hanno intrappolato in un mondo da sogno mentre cercano di togliere l'Omnitrix dal polso di Ben addormentato. Scoperto, Enoch trasforma il sogno in un incubo, ossia la scuola di Ben. Dopo essere riuscito a prendere il controllo del sogno e a scappare, Ben intrappola Enoch nel suo stesso mondo da sogno. Dopo che i Tennyson sono andati via, un altro cavaliere immortale, "Re Eterno", decide di lasciare Enoch al suo destino a causa dei troppi fallimenti ed occuparsi personalmente dei Tennyson. | 40      |                                      |                                                |             |            |
| | 41      | "Divided We Stand"                   | "Divisi vinciamo"                              | 19/07/07/41 |            |
| Durante una gita una sulla spiaggia, Ben scopre una nuova forma aliena dell'Omnitrix, Idem. Idem ha il potere di moltiplicarsi a piacimento, catturando l'attenzione del Dottor Animus, appena scappato di prigione grazie ad un gabbiano mutato. Il Dottor Animus cattura uno degli idem di Ben nel tentativo di sfruttare il suo DNA per i propri scopi malvagi. Usando il DNA alieno, il Dottor Animus crea un esercito di alieni capaci di replicarsi simili a Pungiglione, ma Ben sfrutta la debolezza dell'avere tanti cloni per distruggere tutti i cloni di Pungiglione e mandare in prigione nuovamente il Dottor Animus. | 41      |                                      |                                                |             |            |
| | 42      | "Don't Drink the Water"              | "La fonte dell'eterna giovinezza"              | 26/07/07/42 |            |
| Essendo diventato molto anziano dopo aver perso i suoi poteri "Tough Luck", lo Stregone, è alla ricerca di qualcosa che possa farlo rimanere giovane. Allo stesso tempo, Max ha dei problemi con il suo corpo che sta invecchiando, così porta i suoi nipoti ad una fiera per mostrargli che non è così anziano come sembra. Max sfida i nipoti al Dunking Game, ma sia lui sia Ben vengono bagnati con l'acqua del gioco, ignari che essa provenga dalla Fronte dell'Eterna Giovinezza. Max torna ad essere un ragazzo di dieci anni, Ben di quattro. Il guardiano del gioco è in realtà il custode della Fonte, incaricato personalmente da Juan Ponce de León quattrocento anni prima. Lo Stregone riesce a costringere il ragazzo a rivelargli dove si trova la fonte, che usa per tornare nuovamente giovane. In ogni caso, Ben usa una giovane versione di Inferno per vaporizzare la Fonte, esponendo così lo Stregone ad un'incredibile quantità d'acqua che lo riduce ad un neonato. Distrutta la Fonte, il custode rivela gli effetti dell'acqua svaniranno da soli, purché non si sia continuamente esposti. Nel frattempo, Incantatrice trova lo zio ridotto ad un neonato e si diverte a prendersi gioco di lui. | 42      |                                      |                                                |             |            |
| | 43      | "Big Fat Alien Wedding"              | "Grosso grasso matrimonio alieno"              | 02/08/07/43 |            |
| Ben, Gwen e nonno Max devono partecipare al matrimonio di un nipote di Max, Joel, e della sua promessa sposa, Camille. Prima del giorno del matrimonio Ben prova ad andare a nuotare in un lago, finendo per interrompere il tentativo di un alieno simile a fango di rovinare il matrimonio. Ben, trasformato in Rotolone, sconfigge l'alieno, ma si ritrova con dei fucili putanti addosso dai genitori dello sposo. Ben scappa con l'aiuto di Gwen, mentre successivamente nonno Max spiega che la famiglia dello sposo è formata interamente da ex Risolutori, mentre la famiglia della sposa è aliena, originaria di una razza chiamata "Poltiglia", nemici dei Risolutori fino all'incontro tra Joel e Camille. Il matrimonio rappresenta quindi una tregua. In ogni caso il giorno del matrimonio dilaga il caos a causa dei genitori della sposa, che rivelano le loro vere forme di Inferno. Ben il sconfigge con l'aiuto di un'arrabbiata Camille. | 43      |                                      |                                                |             |            |
| | 44      | "Ben 4 Good Buddy"                   | "Ben e i suoi buoni 4 amici"                   | 22/09/07/44 |            |
| Mentre stanno attraversando un deserto, i Tennyson incontrano un gruppo di pirati della strada, chiamati gli Acchiappaclienti, nel tentativo di rubare il camper di Laurence Wainight. Dopo aver fermato gli Acchiappaclienti, la famiglia si ferma ad una stazione di servizio e Ben e Gwen si lamentano perché la Vecchia Ragazza non funziona come dovrebbe e non è nemmeno vagamente lussuosa come il camper del signor Wainight. Poco dopo gli Acchiappaclienti tornano e si impadroniscono della Vecchia Ragazza. Mentre nonno Max cerca disperatamente di ritrovare il suo camper, gli Acchiappaclienti lo modificano allo scopo di usarlo per i loro piani. I Tennyson prendono in prestito il camper di Laurence per fermare gli Acchiappaclienti, intenti a rubare missili da un treno in corsa. Barone della Strada, il leader di Acchiappaclienti, vuole usare i missili per distruggere la nuova autostrada, causando così un aumento del traffico sulle strade che gli Acchiappaclienti di solito tengono d'occhio. Alla fine Ben riesce a fermare il piano di Barone della Strada, sfruttando la sua conoscenza dei vari guasti della Vecchia Ragazza.                                                         | 44      |                                      |                                                |             |            |
| | 45      | "Ready to Rumble"                    | "Cattive compagnie"                            | 29/09/07/45 |            |
| Dopo aver danneggiato il computer portatile di Gwen, Ben, come 2x2, partecipa ad una competizione di wrestling aperta a tutti per guadagnare denaro sufficiente a rimpiazzarlo, diventando immediatamente una celebrità. Durante il torneo, Ben ha a che fare con una coppia di fratelli mutanti che avevano chiesto denaro ad un boss del crimine organizzato, Mr Beck, per salvare la propria fattoria. I due avevano partecipato alla competizione per pagare i loro debiti, dei quali Ben non viene a conoscenza fin dopo averli sconfitti. Dopo aver saputo la verità, Ben va con loro per salvare la madre dei due, che era stata rapita dai criminali come "garanzia". Dopo averla liberata, grazie ad un piccolo aiuto da parte di un Tag Team di Idem, Ben consegna il premio in denaro alla famiglia, poiché ne hanno più bisogno di lui. Tornando nel camper, Ben ammette le sue colpe, scoprendo che il computer non si era né danneggiato né tantomeno rotto. | 45      |                                      |                                                |             |            |
| | 46      | "Ken 10"                             | "10 eroi per Ken"                              | 06/10/07/46 |            |
| Nello stesso futuro ipotizzato in "Ben 10.000", il figlio di Ben, Ken, è impegnato a celebrare il suo decimo compleanno, e per commemorare l'occasione Ben, che aveva avuto l'Omnitrix a dieci anni, ne regala uno a Ken. In ogni caso, lo equipaggia con il limitatore che lui aveva originariamente, così che Ken possa trasformarsi solo per pochi minuti, poiché non vuole che il figlio combatta i nemici da solo. Ken presto diventa amico di un ragazzo chiamato Devlin, la stessa notte in cui attacca Kevin 11. Non potendo localizzare il Vuoto Totale, spostato da Ben dopo gli eventi di "Ben 10.000", si ritira. Ken, anch'egli inconsapevole della cosa, cerca di trovarlo lui stesso, solo per condurvi incoscientemente Devlin, che è il figlio di Kevin e si trasforma nella stessa forma originaria del padre. Devlin libera il padre dal Vuoto Totale, ma quest'ultimo gli spezza il cuore quando dimostra di tenere di più a combattere Ben che non a stare con suo figlio. Kevin viene sconfitto definitivamente dagli sforzi combinati di Ben, Ken e Devlin, che successivamente verrà adottato dei Tennyson.                                                                                           | 46      |                                      |                                                |             |            |
| | 47      | "Goodbye and Good Riddance"          | "Il ritorno a casa"                            | 22/10/07/47 |            |
| Ben torna a casa dopo che le vacanze estive finiscono, e nonno Max gli fa promettere di mantenere il segreto sull'Omnitrix. Questo intento viene reso più difficile dal fatto che tutti i suoi compagni sono affascinati dalle notizie che circolano sugli eroi che spesso compiono azioni degne di nota. Inizialmente colto dal disappunto, Ben ha l'occasione di usare l'Omnitrix quando attacca Vilgax come Rotolone, ancora una volta alle prese con la caccia al dispositivo. Tutti e quattro i Tennyson (il padre di Ben, Carl, aiuta il gruppo) combattono i droni di Vilgax, che seminano il panico a Bellwood. Quando Vilgax sembra nuovamente sconfiggere con facilità Ben nelle sembianze di XLR8, il padre di Ben suggerisce di portarlo sotto i condotti di gas, a cui i Tennyson danno fuoco per incenerire il nemico. Il segreto di Ben viene reso noto a tutti durante la battaglia, mentre Gwen finisce per trasferirsi alla scuola di Ben. Quando tutto sembra tornare tranquillo, il Dottor Animus arriva con una notevole quantità di animali mutati, Ben e Gwen si preparano a combatterlo. Questo episodio è il preludio al doppio episodio finale della quarta serie.                                  | 47      |                                      |                                                |             |            |
| | 48      | "Ben 10 vs. the Negative 10: Part 1" | "Ben 10 contro i Terribili 10 (prima parte)"   | 09/03/08/48 |            |
| I Tennyson vanno prendere il nipote di un altro Risolutore, Cooper, il quale usufruisce così di un passaggio a casa. Nel frattempo una base dei Risolutori nascosta a Fort Knox viene razziata dall'incredibile Sublimino e dai Mostri del Circo. Il tempo che i Tennyson impiegano per arrivare alla base non è sufficiente per intervenire. I quattro vengono presto a conoscenza di un'altra irruzione, questa volta ad opera di Rojo (con una tuta cibernetica), il Dottor Animus, Clancy (mutato in un insetto) e Incantatrice. Max scopre che gli obiettivi delle loro ricerche sono le due chiavi che portano alla "Sub-Energia", una fonte di energia sub-atomica estremamente potente donata ai Risolutori da una razza aliena. Il gruppo non riesce a trovare le chiavi dei nemici, e cercano quindi di precederli al Monte Rushmore, dove si scopre che Re Eterno, insieme ad un subordinato e agli altri 8 nemici autori dei furti delle chiavi, li ha battuti sul tempo. Re Eterno chiama il gruppo di nemici "i Terribili 10" e li aizza contro i Tennyson. | 48      |                                      |                                                |             |            |
| | 49      | "Ben 10 vs. the Negative 10: Part 2" | "Ben 10 contro i Terribili 10 (seconda parte)" | 09/03/08/49 |            |
| Ben, Gwen, Max e Cooper usano la base dei Risolutori del Monte Rushmore per organizzare una difesa finale contro le forze dei Terribili 10. Max scopre la vera identità di Re Eterno: è in realtà un uomo chiamato Driscoll, che una volta era un Risolutore, ma che poi era stato buttato fuori con disonore quando fu scoperto mentre tentava di impossessarsi illegalmente di tecnologia aliena. Nonostante i loro migliori sforzi, i quattro non riescono a fermare Driscoll dal prendere la Sub-Energia. Driscoll usa l'energia e combatte contro Ben, che riesce ad usare il potere di Vomito per digerire la fonte di energia e distruggerla in tutta sicurezza (anche se, facendo ciò, distrugge completamente le facce del Monte Rushmore). | 49      |                                      |                                                |             |            |

## Ben 10 Shorts
I Ben 10 Shorts sono una serie di video di pressappoco due minuti che sono stati aggiunti come contenuto extra nei DVD di Ben 10 editi negli Stati Uniti. Sono andati in onda anche sul servizio di trasmissione online di Cartoon Network. Al momento non si ha notizia di eventuali traduzioni in italiano.
| Nº | Titolo originale | Data USA         |
| -- | --- | ---------------- |
| 01 | "Hijacked" | 14 luglio 2007   |
| 01 | Due uomini cercano di rubare la Vecchia Carretta mentre Nonno Max non c'è. Fortunatamente, Ben è a bordo e i ladri devono vedersela con 2x2. |                  |
| 02 | "Snack Break" | 18 febbraio 2008 |
| 02 | Ben e Gwen vogliono prendere qualcosa al distributore automatico. Quando la merenda di Ben rimane nel distributore, il suo piano di recuperarla con Materia Grigia non va nel migliore dei modi.                                                                        |                  |
| 03 | "Survival Skills" | 10 marzo 2008    |
| 03 | Quando Ben inavvertitamente mette fuori uso il fuoco di bivacco necessario per arrostire i marshmallow, il ragazzo deve crearne un altro senza usare l'Omnitrix. Quando Max si allontana un attimo, Ben finisce per usare Inferno, pagandone successivamente il prezzo. |                  |
| 04 | "Radio Dazed" | 24 marzo 2008    |
| 04 | Ben e Gwen sono stanchi di sentire la musica scelta da Nonno Max. Ben decide di mixarla un po' grazie a Plusultra - non solo in senso figurato. |                  |
| 05 | "Sleepaway Camper" | 7 aprile 2008    |
| 05 | Il russare senza sosta di Nonno Max sta tenendo sveglio Ben, che cerca di trovare un modo per addormentarsi. Dopo aver provato qualsiasi cosa senza successo, Ben usa Mastica per andare a dormire sul fondo del lago.                                                  |                  |
| 06 | "Tenace Inseguimento" | 21 aprile 2008   |
| 06 | Quando la borsa di un'anziana vecchietta viene rubata, le cose non vanno come dovrebbero dopo che Ben si è trasformato in Bestiale per recuperarla. |                  |
| 07 | "Let the Games Begin" | 1º luglio 2008   |
| 07 | Ben e Gwen stanno giocando a bingo e Ben sta perdendo, così si trasforma in XLR8 per cercare di vincere imbrogliando - con risultati meno che soddisfacenti. |                  |
| 08 | "Handle with Care" | 8 luglio 2008    |
| 08 | Ben e Gwen sono in un museo, osservando una mostra di uova di cristallo, quando dei ladri provano a rubarla interamente. Ben si trasforma in Diamante, ma anche per lui è difficile mettere fuori gioco i ladri e contemporaneamente proteggere le uova dalla rottura.  |                  |

## Film TV
| Titolo originale                 | Titolo italiano                     | Data USA | Cod. Prod. | Riassunto |
| -------------------------------- | ----------------------------------- | -------- | ---------- | --- |
| "Ben 10: Secret of the Omnitrix" | "Ben 10 - Il segreto dell'Omnitrix" | 10/08/07 | M01        | Durante una battaglia con il Dottor Animus, sull'Omnitrix viene impostata per sbaglio una funzione di autodistruzione. Per cercare di fermarla, Ben deve viaggiare per lo spazio alla ricerca del creatore dell'Omnitrix. Sono state prodotte tre versioni di questo film, ognuna con un alieno diverso (nella prima Inferno, nella seconda Milleocchi, nella terza XLR8) ad affrontare il Dottor Animus nella scena iniziale. |
| "Ben 10: Race Against Time"      | "Ben 10 - Corsa contro il tempo"    | 21/11/07 | M02        | Questo è un film dal vivo basato sulla serie animata. L'estate è finita e Ben deve tornare a scuola, ma gli alieni hanno altri progetti. Stanno infatti pianificando un'invasione di massa, guidati dal misterioso Eon. In questo film sono stati ricreati in computer grafica quattro degli alieni di Ben, nell'ordine Inferno, Materia Grigia, Diamante e Bestiale.                                                          |

## DVD
|                            |                     |   |            |                  |  |  |
| "Stagione 1, Volume 1"     | 1.33 PAL Full Frame | 5 | 110 minuti | 3 novembre 2009  |  |  |
| "Stagione 1, Volume 2"     | 1.33 PAL Full Frame | 4 | 88 minuti  | 3 novembre 2009  |  |  |
| "Stagione 1, Volume 3"     | 1.33 PAL Full Frame | 4 | 88 minuti  | 3 novembre 2009  |  |  |
| "Stagione 2, Volume 1"     | 1.33 PAL Full Frame | 5 | 110 minuti | 19 gennaio 2010  |  |  |
| "Stagione 2, Volume 2"     | 1.33 PAL Full Frame | 4 | 88 minuti  | 19 gennaio 2010  |  |  |
| "Stagione 2, Volume 3"     | 1.33 PAL Full Frame | 4 | 88 minuti  | 19 gennaio 2010  |  |  |
| "Il Segreto dell'Omnitrix" | 1.33 PAL Full Frame | 1 | 68 minuti  | 23 febbraio 2010 |  |  |